# Нантюа (соус)
Соус нантюа́ (фр. sauce Nantua) — французский соус из бешамеля и ракового масла.
Этот соус подается в основном к фрикаделькам из щуки, а также к белой рыбе, яйцам пашот и рису.
Его название происходит от города Нантюа, расположенного на берегу озера с тем же названием, в департаменте Эн.
Соус нантюа традиционно готовится из речного рака, который когда-то кишел в реках и озёрах географической и исторической области Бюже и питался «остатками мяса на шкурах, которые дубильщики оставляли для замачивания».
За неимением ракового масла, мясо раков, крабов или креветок (можно консервированное) измельчается или перетирается в пасту, добавляется к соусу бешамель, подогретому со сливками или сметаной. В некоторых рецептах используются пассерванные овощи: морковь, лук и фенхель. Специи — чёрный перец, мускатный орех.
Кнели под соусом нантюа — неотъемлемая часть гастрономии Лиона. В меню самого дорогого в мире фуршета, организованного в честь 2500-летия Ирана в октябре 1971 года и вошедшего в Книгу рекордов Гиннесса, был особо отмечен «мусс-нантюа из раковых шеек» как одно из наиболее изысканных блюд.